# Trolejbusová doprava v Lipsku

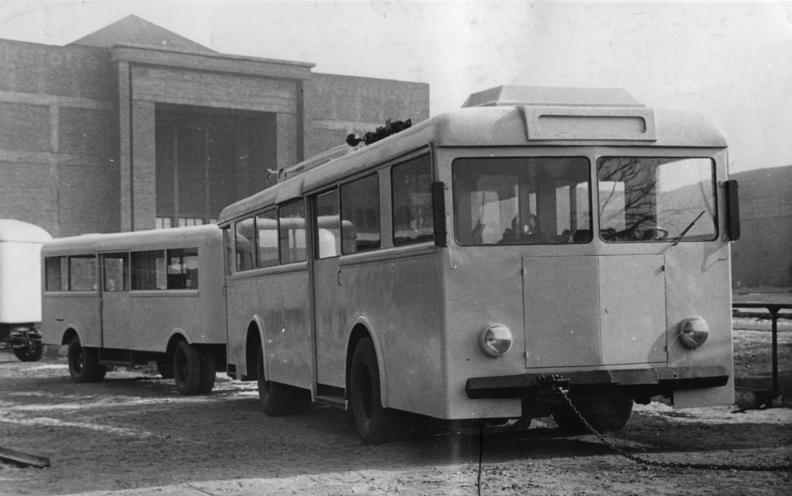
Trolejbus s vlečným vozem vystavený na lipském veletrhu v roce 1949

V Lipsku, německém městě nacházejícím se ve spolkové zemi Sasko, existoval mezi lety 1938 a 1975 jeden z mnoha trolejbusových provozů na území dnešní Spolkové republiky Německo.

## Vývoj do konce druhé světové války
První trolejbusy se ale v Lipsku objevily již před první světovou válkou v roce 1912. Tehdy se však jednalo o krátký testovací provoz nového dopravního prostředku, který neměl dlouhého trvání. Provoz takzvaných „moderních“ trolejbusů byl ve městě zahájen 29. července 1938, takže Lipsko se stalo prvním trolejbusovým provozem v Sasku. První trať vedla z křižovatky ulic Kurt-Eisner-Straße a Arthur-Hoffmann-Straße (dnešní názvy) stále západním směrem až do zastávky Adler, kde byla kolem bloku domů vytvořena bloková smyčka. Linka A, která na této trati jezdila, byla s autobusovou vozovnou v Lindenau (jejíž část byla pro trolejbusy nově vyčleněna) spojena pomocí manipulační tratě. Pro provoz bylo dodáno pět vozů Büssing s výzbrojemi AEG a SSW.
Další nová trať byla uvedena do provozu v roce 1941. Jednalo se o trať Plautstraße – Lützner Straße (odtud vedla manipulační trať do vozovny) – Schönau – Militz (tehdejší hranice města), která se s první tratí nijak nestýkala. Jezdila na ní linka označená písmenem G. Už o necelý rok později byla tato trať prodloužena dále po Lützner Straße do obce Markranstädt. Na konci roku 1942 byla také prodloužena linka A z Adleru přes Lindenau na Plautstraße, díky čemuž byly obě trolejbusové linky propojeny. Původní manipulační trať, která byla vedena jinou trasou, byla zrušena. Další nová trať se v Lipsku objevila na jaře 1943. Tehdy byla uvedena do provozu odbočka z linky G k železničnímu nádraží v Militzu. Nejprve sem jezdila linka R z Plautstraße, ta však byla brzy zrušena a nahrazena prodloužením linky A z Plautstraße. Tato odbočka ale od podzimu 1943 zůstala kvůli nedostatku vozů bez trolejbusového provozu (provoz obnoven v květnu 1944).
Již od konce roku 1943 byl provoz trolejbusů ovlivňován válečnými událostmi, konkrétně spojeneckým bombardováním. Konec války přinesl zastavení veškeré městské dopravy a tedy i trolejbusů. Obnova trolejbusového provozu byla pomalá, neboť nebyl dostatek vozidel k zajištění obou linek. Proto na nich jezdily autobusy s naftovým nebo plynovým pohonem. V roce 1950 byla zrušena konečná zastávka Plautstraße a obě trolejbusové linky byly nově ukončeny u nádraží Lindenau. O rok později byla také zřízena linka B, kterou byl obnoven provoz na odbočce do Militzu a která také končila v Lindenau.

## Trolejbusy v Lipsku po válce
První nová poválečná trať byla otevřena na konci roku 1951. Jednalo se o prodloužení linky A východním směrem přes Bayerischer Platz na Ostplatz. Další prodloužení této tratě bylo zprovozněno v květnu 1953 (Ostplatz – Lipsiusstraße). Poslední nová trolejbusová linka v Lipsku, C, byla uvedena do provozu na konci roku 1956. Jednalo se o trať mezi sousedními městy Markkleeberg a Zwenkau, kde byla zřízena vozovna. Napojení této tratě na zbytek sítě bylo dokončeno v květnu 1957. Linka C pak jezdila v trase Kurt-Eisner-Straße – Zwenkau. V roce 1958 byla kvůli pokračující těžbě v hnědouhelném dolu přeložena část tratě v Militzu a zároveň byla zrušena odbočka k nádraží v Militzu. Téhož roku také do Lipska přišly první trolejbusy značky Škoda (konkrétně typ 8Tr a později také 9Tr). Důvodem bylo zrušení výroby trolejbusů Lowa, které lipský dopravní podnik od roku 1952 nakupoval. 
V roce 1965 bylo ale rozhodnuto o zrušení provozu trolejbusů ve městě a jejich náhradě autobusy. Jako první byl ukončen provoz na koncovém úseku Ostplatz – Lipsiusstraße v roce 1969. Uzavírání tratí pokračovalo dále v roce 1972 (na jaře Kurt-Eisner-Straße – Ostplatz a na podzim Liebenau – Adler – Kurt-Eisner-Straße – Zwenkau), takže v provozu zůstala jediná linka B v trase Libenau – Markranstädt. Na té trolejbusový provoz vydržel ještě tři roky. Ukončen byl 31. května 1975, kdy byly trolejbusy na této lince nahrazeny autobusy.